# Tartarogryllus jakesi
Tartarogryllus jakesi är en insektsart som beskrevs av Lucien Chopard 1968. Tartarogryllus jakesi ingår i släktet Tartarogryllus och familjen syrsor. Inga underarter finns listade i Catalogue of Life.